# 百川學海
《百川学海》是南宋叢书，左圭辑刊。
《百川学海》书名取于汉代扬雄《扬子法言》：“百川学海而至于海”。該書多唐宋人野史杂说，亦有汉唐及两晋南北朝人杂著。分甲乙丙丁戊已庚辛壬癸10集，计100种、177卷。《百川学海》本《茶经》是现存最早的《茶经》版本。初刻於宋度宗咸淳九年（1273年）。該叢書流传頗广，影响远远超过《儒学警悟》，更开启丛书汇刻的先河，刊刻丛书之风接踵而起。明代若吴永编《续百川学海》、《再续百川学海》、《三续百学海》，冯可宾之《广百川学海》等叢書。